# Julian Feifel
Julian Feifel (* 16. März 1966 in Stuttgart) ist ein deutscher Musikproduzent, Komponist, Gitarrist und Sänger.

## Leben
Julian Feifel wuchs in München auf, wo er schon zu Schulzeiten seine Liebe zur Musik entdeckte. 1988 machte er eine einjährige Ausbildung am Münchner Gitarreninstitut (MGI). Nach einem Jahr wurde er bereits als Dozent an der selbigen Schule eingestellt und unterrichtete fortan am Gitarreninstitut in Köln und München. Nach knapp einem Jahr beendete er seine Lehrertätigkeit und ging als Gitarrist mit Milli Vanilli für drei Monate auf eine Europatour. Kurz darauf veröffentlichte er als Frontsänger und Gitarrist in der Band Fore (BMG) sein erstes Album The Race. Danach arbeitete er hauptsächlich im eigenen Musikstudio als Komponist und Musikproduzent.
Mit Gil Ofarim machte er erstmals als Produzent und Komponist auf sich aufmerksam. Der Song Round n’Round kam in Deutschland, Österreich und der Schweiz in die Charts. Das Album Here I am erhielt sieben Gold- und Platinauszeichnungen weltweit.
Für die deutsche Girl-Band No Angels schrieb er den Song Faith can move a mountain für das Album Elle’ments.
Seit 1986 begleitet er auf der Bühne und im Studio als Gitarrist und Sänger bekannte Künstler wie Freddy Breck, Eric Burdon, Gary Brooker, Jon Lord, Bobby Kimball, Ian Anderson, Chris Thompson, Peter Frampton, Bonnie Tyler, Alannah Myles, Roger Hodgson, Nick van Eede (Cutting Crew), Chris de Burgh, Robin Gibb (Bee Gees), Weather Girls, Dolores O’Riordan, Sabrina Setlur, Jack Bruce, Victor Bailey, Manfred Mann, Midge Ure, Percy Sledge, Tony Carey, David Clayton-Thomas, Paul Young, Paul Carrack, Howard Jones, Johnny Logan, Piero Mazzocchetti, Peter Maffay, Mia Aegerter, Gianna Nannini, Milli Vanilli, Peter Schilling, Lisa Fitz, Kim Wilde, Bill Evans, John Helliwell, Steve Lukather, Al Di Meola, David Garrett, Midge Ure (Ultravox), Randy Brecker, Chaka Khan.
Mit den Soulmates (Leslie Mandoki) trat er in den Fernsehshows Wetten dass und 50 Jahre Rock mit Thomas Gottschalk sowie 50 Jahre Rock Lovesongs auf.

## Diskografie

### Alben
- 1993: Peter Schilling – Rosenkrieg, Viel zu heiß (auf Album Geheime Macht)
- 1998: Gil Ofarim – Goodby, Bang Bang Bang, For Heaven’s Sake, Round’n Round (auf Album Here I Am)
- 1999: Judith Hildebrandt – Judith (#94 DE)
- 2001: No Angels – Faith Can Move a Mountain (auf Album Elle'ments, #1 DE, #1 CH, #1 AT, 7× Gold in DE, AT, CH)
- 2002: T.E.A.R.S. (Popstars Schweiz) – This Is Who I Am (auf Album En rouge, #8 CH, Goldstatus in der Schweiz)
- 2004: Mia Aegerter – So wie I bi / The Way I Am – #5 CH, Goldstatus in der Schweiz.
- 2006: Mia Aegerter – Vo mänsche u monschter / Of Humans and Monsters – #21 CH
- 2008: Kuschelrock – Die schönsten Schweizer Duette und mehr – Mia Aegerter und Marco Rima – Du und ich und sie – #1 CH
- 2009: Mia Aegerter – Chopf oder Buuch – #17 CH
- 2013: Mia Aegerter – Gränzgängerin – #33 CH

### Singles
- 1994: Subzero – Legalize zusammen mit U96 / Dance Charts-entry in Spanien
- 1994: Peter Schilling – Sonne, Mond und Sterne (#13 DE)
- 1995: Peter Schilling – Terra Titanic (Remix)
- 1995: Peter Schilling – Trip to Orion
- 1997: Gil Ofarim – Round’n Round (#28 DE, #11 CH, 21# AT)
- 1997: FAB! – We Belong Together (#7 IE)
- 1998: Erkan und Stefan – Krass
- 1999: Judith Hildebrandt – We Gonna Stay Together (#13 DE, 15 CH)
- 1999: Judith Hildebrandt – If Paradise Is Half As Nice (#90 DE)
- 1999: Judith Hildebrandt – I Can Still Believe (#73 DE)
- 2003: Peter Schilling – Sonne Mond und Sterne Remix
- 2003: Erkan und Stefan – Checker
- 2003: Ray Wilson – Change (Radioremix)
- 2003: Mia Aegerter – U Don’t Know How to Love Me (#44 DE, #19 CH)
- 2003: Mia Aegerter – Hie u Jetzt / Right Here Right Now (# 5 CH)
- 2004: Mia Aegerter – So wie i bi / The Way I Am (#4 CH)
- 2004: Mia Aegerter – Alive (#86 DE, #36 CH)
- 2005: Carla Vallet – Streets of Tomorrow (#82 DE)
- 2006: Mia Aegerter – Meischterwärk / Masterpiece of humankind (#55 CH)
- 2008: Bruno Ferrara – Amore Mio (#90 DE)
- 2015: Sofía Reyes – Conmigo (Rest of Your Life) (#20 MX, #31 US Latin Pop)

### Werbung
- 2005: Preluders – Color your li’v’e (Werbekampagne Live Color XXL von Schwarzkopf)
- 2006: Carla Vallet – Streets of tomorrow (Audi Q7, weltweiter TV/Kino Werbespot)
- 2006: Vertonung von Audio A4 Cabrio Werbespot
- ab 2010: Vertonung von VW/Audi Spots
- 2012: 3 Songs für FC Bayern CD "Stimmen des Südens" komponiert: "Für immer FCB", "Wir sind Eins", "My Club, My Heart, My Family"

## TV/Kino
- Workaholik (Kino, D) – Cool girl
- Abgefahren (Kino, D) – Titelsong Right here right now
- Achtung, fertig, Charlie! (Kino/CH, DE) – Titelsong Hie u Jetzt
- Kinderprogramm (ARD) – Check 1
- Dr. Mag Love / Jugendmagazin(ZDF) – Cool girl
- Pokémon-Serie (RTL2) Solosänger bei Titelsong Pokémon Johto
- Forsthaus Falkenau (ZDF) – That Song, Understand
- Gitarrenaufnahmen bei Scoremusik für diverse TV-Serien, u. a.: Das Traumschiff, Die Rosenheim-Cops, Da kommt Kalle
- "Adieu Heimat – Schweizer wandern aus" Titelsong: "Land in Sicht" mitkomponiert und produziert
- "Cartoon Network D! Hall of Fame" Titelsong, komponiert und produziert